# Albert Cope
Albert Francis Cope (Birmingham, 1878 – Birmingham, 1930) è stato un giocatore di snooker inglese.

## Carriera
Albert Cope disputò le prime due edizioni del Campionato mondiale di snooker nel 1927 – realizzando anche un break da 60 per il quale venne premiato con un certificato commemorativo – e nel 1928, giungendo rispettivamente in semifinali e al primo turno.

## Risultati
In questa tabella sono riportati i risultati nei tornei di snooker in cui Albert Cope ha partecipato.
| Competizione                 | Edizione           | Risultato          | Vincite | Century breaks | Maximum breaks | Miglior break |
| ---------------------------- | ------------------ | ------------------ | ------- | -------------- | -------------- | ------------- |
| Campionato mondiale          | 1927               | Semifinali         | £0      | 0              | 0              | 60            |
| Campionato mondiale          | 1928               | Turno 1            | £0      | 0              | 0              | ?             |
| Totale (Campionato mondiale) | 2 partecipazioni   | 2 partecipazioni   | £0      | 0              | 0              | 60            |
| Totale carriera              | 2 tornei disputati | 2 tornei disputati | £0      | 0              | 0              | 60            |